# Palazzo Caracciolo di Melissano

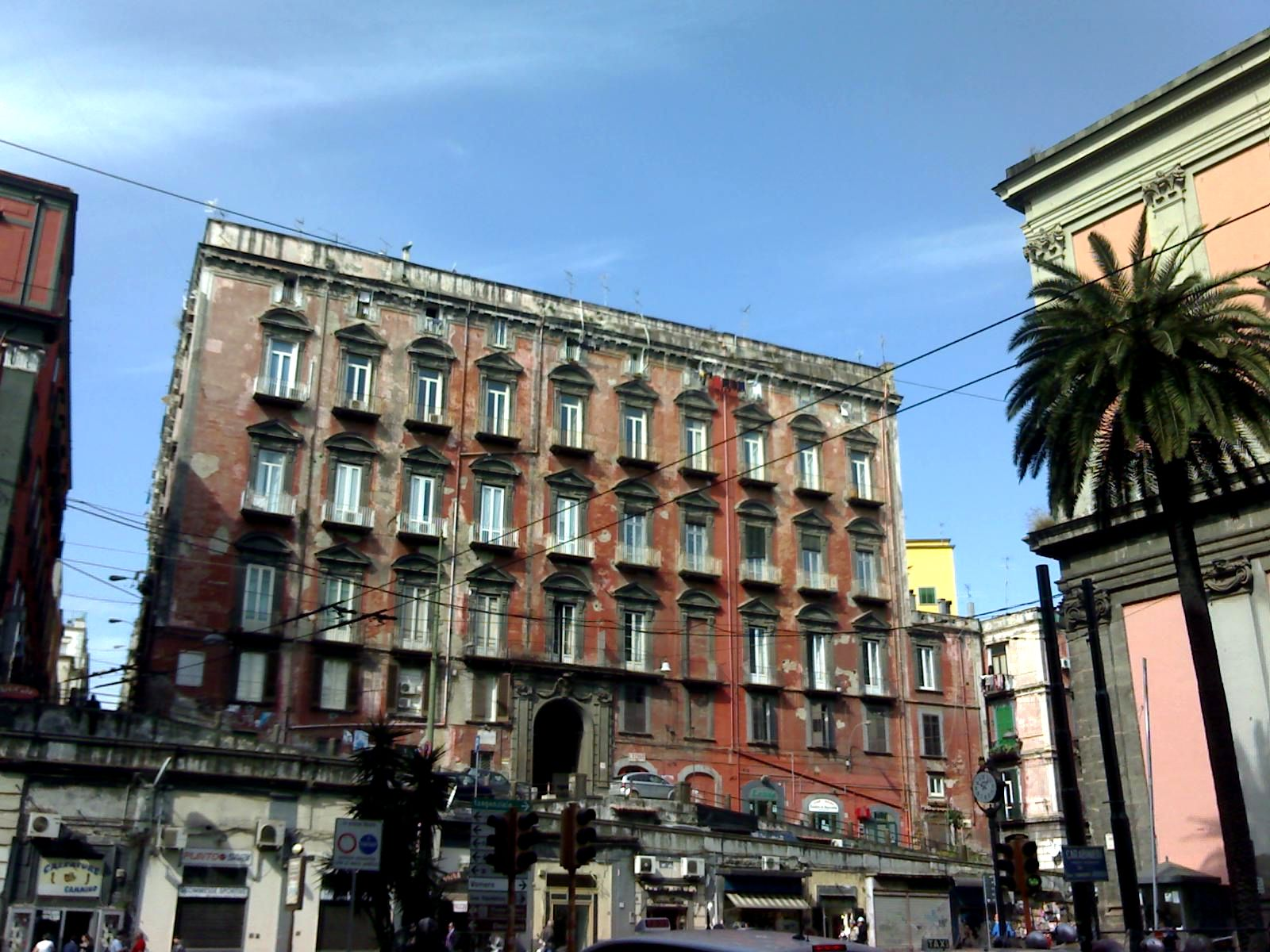
Palazzo Caracciolo di Melissano in Neapel

Der Palazzo Caracciolo di Melissano ist ein Palast aus dem 17. Jahrhundert im Viertel Avvocata von Neapel in der italienischen Region Kampanien. Er liegt am San-Potito-Hügel in der Via San Giuseppe dei Nudi, 80 an der Ecke zur Via San Tommasi.

## Geschichte und Beschreibung
Das Gebäude aus dem 17. Jahrhundert zeigt Analogien mit anderen zeitgenössischen Bauwerken, die von Luca Vecchione projektiert wurden. Somit kann man diesen Palast diesem Architekten zuschreiben, der im Übrigen vorwiegend zwischen den Vierteln Sanità und Costigliola wirkte.
Der Palast hat drei Vollgeschosse sowie ein Zwischengeschoss und Ladengeschäfte. Auch ein kleiner Innenhof ist enthalten. Die Fenster sind mit organischen Dekorationen und dreieckigen und konvexen Tympana im Wechsel verziert, während das Eingangsportal aus Piperno aus einem einfachen Rundbogen mit ionischen Lisenen besteht, das vom Portal des Palazzo Terralavoro aus dem 17. Jahrhundert abgeleitet ist.
Heute ist der Palazzo Caracciolo di Melissano ein großer Wohnblock in mittelmäßigem Erhaltungszustand.